# Phaedropsis alitemeralis
Phaedropsis alitemeralis is een vlinder uit de familie van de grasmotten (Crambidae). De wetenschappelijke naam van deze soort is voor het eerst voorgesteld als Lygropia alitemeralis door Harrison Gray Dyar Jr. in een publicatie uit 1914.
De soort komt voor in Nicaragua, Costa Rica en Panama.